# Кессле, Гун
Гунборг (Гун) Кессле, урождённая Исаксон (швед. Gunborg (Gun) Kessle; 15 июня 1926, Хапаранда — 23 октября 2007, Дагарн) — шведская художница, писательница и фотограф.

## Биография и творчество
Гунборг (Гун) Исаксон родилась в 1926 году в Хапаранде. Матерь растила её одна, отца девочка не знала. Когда ей было 13 лет, её мать умерла, и девочку взяли к себе родственники, жившие в Стокгольме. Там она заболела туберкулёзом и на протяжении десяти лет лечилась в различных санаториях. В одном из них она познакомилась со скульптором Арне Сандстрёмом, в другом — с художниками Стигом Окерваллем и Торстеном Реннквистом. Постоянно общаясь с ними, Гун тоже начала рисовать.
Закончив лечение в 1943 году, Гун некоторое время работала телефонным оператором в Сольне, продавала лотерейные билеты, а также зарабатывала на жизнь штопкой и шитьём. Параллельно она училась живописи: вначале в Колледже искусств (Konsthögskolan), а затем в художественной школе Сигне Барт. Гунборг трижды была замужем: первым её мужем стал в 1947 году Нильс Оскар Эверт Кессле, вторым — Торстен Реннквист, и, наконец, в 1963 году она вышла замуж за писателя и журналиста Яна Мюрдаля.
Гун Кессле работала в разных техниках и жанрах: она писала маслом, рисовала гуашью, занималась фотографией. Вместе с Яном Мюрдалем она много путешествовала, в том числе в Китай, Камбоджу и Афганистан, и создавала фотоиллюстрации для его книг. Самой известной из их совместных работ стала документальная книга «Rapport från kinesisk» о жизни китайского города Люлинь. Позднее, в 1983 году, Гун Кессле опубликовала собственную книгу о женщинах Люлиня, «Kvinnoliv i kinesisk by». Кроме того, совместно с мужем она опубликовала ряд иллюстрированных изданий, посвящённых западной и восточной каменной скульптуре, с чёрно-белыми фотографиями, снятыми крупным планом. Кессле стремилась создать максимально реалистичные изображения, используя исключительно естественное освещение, чтобы передать облик скульптур таким, каким его задумал скульптор.
Гун Кессле умерла в 2007 году и была похоронена в Сотере.